# Лаптев, Иннокентий Прокопьевич
Иннокентий Прокопьевич Лаптев (1911—1988) — советский и российский учёный, доктор биологических наук, профессор.
Автор около 200 опубликованных работ и 10 монографий, его работы переводились на иностранные языки и публиковались в Швейцарии, Румынии, Югославии.

## Биография
Родился 14 декабря 1911 в Идринской волости Енисейской губернии, ныне Идринский район Красноярского края, в семье Прокопия Епифановича (1884—1963) и Глафиры Николаевны (1888—1965) Лаптевых, где росло трое детей.
В 1928 году окончил школу 2-й ступени и вместе с родителями переехал из Минусинска в Томск. В 1930 году поступил на биологический факультет (отделение растениеводства и животноводства) Томского государственного университета (ТГУ). Во время учёбы в вузе занимался общественной деятельностью — был профоргом группы и членом профбюро биологического факультета. В 1935 году окончил ТГУ по специальности «Ихтиология и гидробиология».
С января 1936 года Лаптев — ассистент кафедры ихтиологии, в 1937—1940 годах аспирант кафедры ихтиологии и гидробиологии, одновременно в 1939—1940 годах исполнял обязанности ученого секретаря Томского государственного университета, будучи ученым секретарём биологического института при ТГУ. В июне 1940 года защитил кандидатскую диссертацию на тему «Экологический очерк ихтиофауны озера Чаны» и работал старшим преподавателем кафедры ихтиологии и гидробиологии, затем — заместителем декана естественного факультета очно-заочного отделения ТГУ. С января 1941 года исполнял обязанности доцента кафедры ихтиологии и гидробиологи.
В сентябре 1941 года И. П. Лаптев был призван на службу в РККА и стал участником Великой Отечественной войны. Сначала служил на Дальнем Востоке, где формировалась новая стрелковая дивизия. Участвовал в обороне Москвы, занимал военные должности помощника и затем начальника оперативного отдела штаба 413-й стрелковой дивизии, 37-й гвардейской стрелковой дивизии, 46-го стрелкового корпуса. Пройдя всю войну, в марте 1946 года в звании подполковника был демобилизован и вернулся в Томск.
Продолжил работу в родном вузе, где был доцентом кафедры дарвинизма и заместитель декана кафедры; заведующим кафедрой зоологии позвоночных животных; исполнял обязанности заведующего кафедрой генетики, селекции и дарвинизма, заведующий кафедрой зоологии позвоночных. В 1952—1953 годах являлся заведующим лабораторией наземных позвоночных при кафедре зоологии позвоночных. С 1952 года — докторант при Академии наук СССР. В 1959 году защитил докторскую диссертацию на тему «Фауна млекопитающих таёжной зоны Западной Сибири и её преобразование», после чего работал с 1960 года профессором, заведующим кафедрой зоологии позвоночных животных. С августа 1964 по марта 1965 года исполнял обязанности декана биолого-почвенного факультета, с октября 1974 года — заведующий кафедрой охраны природы Томского государственного университета. По совместительству с 1968 года работал заведующим лабораторией экологии низших позвоночных.
Наряду с научно-преподавательской занимался общественной деятельностью. В 1942 году вступил в ряды ВКП(б)/КПСС. Избирался парторгом биологического факультета и секретарем партбюро ТГУ, был членом пленума Кировского районного комитета партии Томска. Избирался депутатом Томского горсовета депутатов трудящихся в 1947—1950 годах. Участвовал в работе Томской областной организации Всероссийского общества охраны природы и был членом общества «Знание».
Умер 26 августа 1988 года в Томске. Столетие со дня его рождения было отмечено «Лаптевскими чтениями».

### Семья
Женой И. П. Лаптева была Мария Васильевна (1911—2000), которая прошла с ним всю войну и впоследствии была помощником в научной работе. У них росли дети: Владимир (род. 1946) — сотрудник геолого-географического факультета ТГУ; Борис (род. 1948) — доктор биологических наук; Екатерина (род. 1949) — стала арфистка Томского академического симфонического оркестра и Николай (род. 1951) — старший преподаватель кафедры экологического менеджмента Биологического института ТГУ.

## Заслуги
- Был награждён орденами Красной Звезды (1943), Отечественной войны II степени (1944 и 1985), Отечественной войны I степени (1944), Красного Знамени (1945 и 1946) и Трудового Красного Знамени (1974), а также медалями, в числе которых «За оборону Москвы» (1944), «За освобождение Варшавы» (1945), «За победу над Германией в Великой Отечественной войне 1941—1945 гг.» (1945) и «За доблестный труд» (1970).
- Награждён золотой медалью ВДНХ СССР (за книгу «Научные основы охраны природы»).
- Заслуженный деятель науки РСФСР (1981) и Заслуженный ветеран труда Томского государственного университета.